# Laura U. Marks
Laura U. Marks (* 14. September 1963) ist eine US-amerikanische Medientheoretikern.

## Leben
Marks studierte Visual Studies und Cultural Studies an der University of Rochester und promovierte 1996. Sie arbeitete als Redakteurin, Kuratorin und Professorin. Seit 2003 lehrt sie als Professorin für Kunst und Kultur an der kanadischen Simon Fraser University.
2022 wurde Marks in die Royal Society of Canada gewählt.

## Werke
- Enfoldment and Infinity: An Islamic Genealogy of New Media Art, 2010
- Touch: Sensuous Theory and Multisensory Media, 2002
- The Skin of the Film: Intercultural Cinema, Embodiment, and the Senses, 2000